# Malaconotus gladiator
Malaconotus gladiator е вид птица от семейство Malaconotidae. Видът е световно застрашен, със статут Уязвим.

## Разпространение
Видът е разпространен в Камерун и Нигерия.